# ミハイル・フリードマン

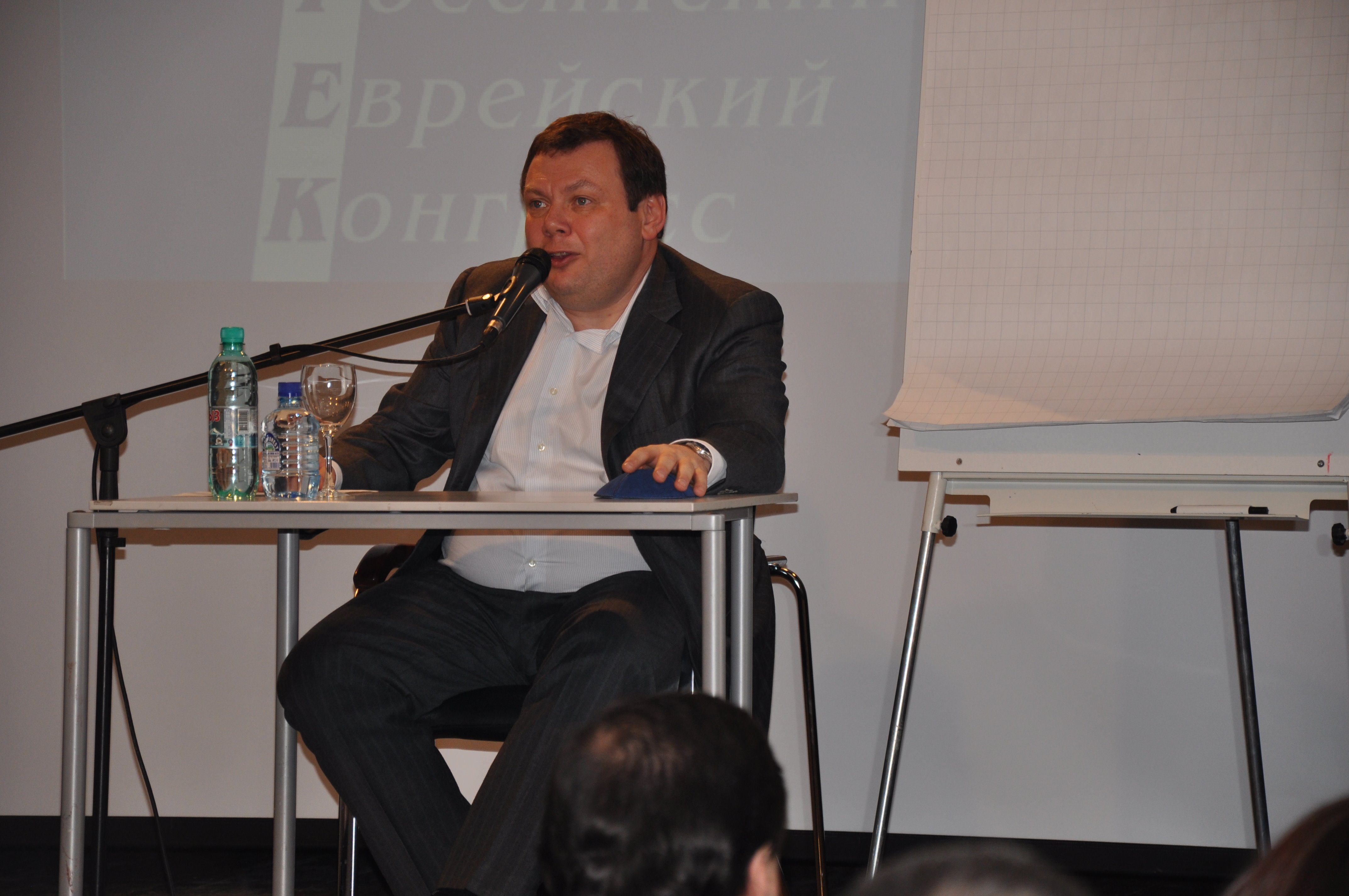
2009年

ミハイル・マラトヴィッチ・フリードマン（ロシア語: Михаи́л Мара́тович Фри́дман, ラテン文字転写: Mikhail Maratovich Fridman、1964年4月21日 - ）は、ロシアの企業家。アルファ・グループ（アリファ・グループ）社長、アルファ銀行（アリファ銀行）頭取。新興財閥に属する寡頭資本家（オリガルヒ）のひとり。

## 概要
ボリス・ベレゾフスキーが「7人の銀行家」（セミバンキルシチナ）と呼んだ政商の一人であり、セミバンキルシチナが形成されるきっかけとなった13人の手紙の署名者の一人である。
有力なオリガルヒの中ではロマン・アブラモヴィッチに次いで若手の部類。ウクライナのユダヤ系家庭出身。ロシア・ユダヤ人協会副会長を務めている。

## 経歴
ウクライナ・ソビエト社会主義共和国リヴィウに生まれる。1986年にモスクワ鉄鋼・合金大学を卒業し、エレクトロスターリ工場に技師として勤務する。1989年に独立しコンピュータ関連企業「アルファ・フォト」を、設立して実業家としての道を歩み始める。1990年「アルファ・キャピタル」、1991年アルファ銀行を創設し、頭取となる。その後、ピョートル・アベン（ピョートル・アーヴェン）と共に食品加工事業、チュメニ石油及びセメント、材木、ガラスなどの建設資材会社の持株会社としてアルファ・グループ・コンソーシアムを設立した。2003年フリードマンは、61億5000万ドルでブリティッシュ・ペトローリアムにアルファ・グループの石油子会社チュメニ石油の株式の半分を売却した。